# اونیدا (داکوتای جنوبی)
اونیدا(به انگلیسی: Onida) شهری در ایالت داکوتای جنوبی کشور ایالات متحده آمریکا است که جمعیت آن در سرشماری سال ۲۰۱۰ میلادی، ۶۵۸ نفر بوده‌است.